# Найкраща існуюча технологія
Найкраща існуюча технологія (НІТ) — технологія, заснована на останніх досягненнях в розробці виробничих процесів, установок або режимів їх експлуатації, які довели практичну придатність для обмеження скидів, викидів і відходів. При визначенні того, чи становлять собою процеси, установки або режими їх експлуатації найкращу наявну технологію в цілому або кожному окремому випадку, особливо враховуються:
- зрівнянні процеси, установки або режими їх експлуатації, успішно випробувані останнім часом;
- технічний прогрес і зміни в наукових знаннях і розумінні проблем;
- економічна ефективність технології;
- терміни впровадження як на нових, так і на існуючих підприємствах;
- характер і обсяг скидів та стоків;
- маловідходність і безвідходність технології.

НІТ для конкретного процесу буде з часом зазнавати зміни під впливом технічного прогресу, економічних і соціальних факторів, а також у світлі змін в наукових знаннях і розумінні проблем.

## Ресурси Інтернету
- Еколого-економічний словник
- Економічна цінність природи
- Концепция общей экономической ценности природных благ
- Традиционные и косвенные методы оценки природных ресурсов